# Fatoumata Samassékou
Fatoumata Samassékou (ur. 31 grudnia 1987 r. w Abidżanie) – malijska pływaczka, uczestniczka igrzysk olimpijskich.
Samassékou urodziła się w dawnej stolicy Wybrzeża Kości Słoniowej, Abidżanie. Mimo to reprezentuje Mali.
Na igrzyskach olimpijskich dwudziestoczteroletnia Samassékou wystartowała podczas XXX Letnich Igrzysk Olimpijskich w 2012 roku w Londynie. Wystąpiła tam w jednej konkurencji pływackiej. Na dystansie 50 metrów stylem dowolnym brała udział w trzecim wyścigu eliminacyjnym. Z czasem 31,88 zajęła w nim szóste miejsce, a ostatecznie, w rankingu ogólnym, uplasowała się na sześćdziesiątym trzecim miejscu.